# コヨーテ レディオショー
コヨーテ レディオショー は、テレビアニメーション『コヨーテ ラグタイムショー』のプロモーションのためのインターネットラジオ番組。TE-A roomにて、配信された。

## 概要
- 配信期間：2006年（平成18年）4月28日〜11月6日
- 配信日：毎週月曜

## パーソナリティー
- 生天目仁美（エイプリル役）
- 下屋則子（チェルシィ・ムーア役）<第11･12･21･22回のみの代理>

## コーナー
- ふつおた
- メロメロおじさま
楽なので生天目仁美が一番好きなコーナー
- うろ覚えお絵描きショー
- 僕の十二姉妹
コーナーは一部（もしくは全部）ないこともある

## エピソード
- この番組は生天目仁美の王国であり、ゲストは彼女に逆らえない。（第15回「メロメロおじさま」のコーナーで傍観者を決め込む生天目仁美に対してズルイ！と言った佐藤利奈、川瀬晶子への返答）
- 『コヨーテ ラグタイムショー』のプロモーション番組であり、2006年（平成18年）4月から配信しているが、主人公ミスター役の大塚明夫がゲスト出演したのは、後発（2006年（平成18年）7月放送開始）の稲村優奈と川瀬晶子のAAAで行こう!!（同番組にもコヨーテのコーナーあり）の方だった。

## ゲスト
- 新井里美(第1,2,7,8,11,12,17,18回)
- 松浦チエ(第3,4,13,14回)
- 木川絵理子(第3,4,19,20回)
- 下屋則子(第5,6,25,26回)
- 川瀬晶子(第5,6,15,16,27,28回)
- 菊池こころ(第7,8,19,20,27,28回)
- 花村怜美(第9,10回)
- 玉木有紀子(第9,10,11,12回)
- 広橋涼(第13,14,21,22回)
- 佐藤利奈(第15,16回)
- 沢海陽子(第17,18回)
- 生天目仁美(第21,22回)
- 大塚明夫(第23,24回)
- 安元洋貴(第25,26回)